# Hazem Emam
Hazem Mohamed Yehia Emam (arabe : حازم إمام) (né le 10 mai 1975 au Caire en Égypte) est un footballeur international égyptien, qui évoluait au poste de milieu de terrain.

## Biographie

### Carrière en sélection
Avec l'équipe d'Égypte, il dispute 87 matchs (pour 16 buts inscrits) entre 1995 et 2005. 
Il figure notamment dans le groupe des sélectionnés lors des CAN de 1996, de 1998, de 2000, de 2002 et de 2004.
Il dispute également la Coupe des confédérations de 1999. Lors de cette compétition, il joue trois matchs : contre la Bolivie, le Mexique et enfin l'Arabie saoudite.
Il joue enfin 11 matchs comptant pour les tours préliminaires des coupes du monde 1998, 2002 et 2006.

## Palmarès

### Palmarès en club
Zamalek
| - Championnat d'Égypte (3) : - Champion : 2000-01, 2002-03 et 2003-04. - Coupe d'Égypte (2) : - Vainqueur : 2001-02 et 2007-08. - Finaliste : 2005-06. - Supercoupe d'Égypte (2) : - Vainqueur : 2001 et 2002. - Finaliste : 2003 et 2004. |  | - Ligue des champions (2) : - Vainqueur : 1996 et 2002. - Supercoupe de la CAF (1) : - Vainqueur : 2003. - Tournoi du Prince Faysal bin Fahad (1) : - Vainqueur : 2003. |

### Palmarès en sélection
Égypte
- Coupe d'Afrique des nations (1) :
  - Vainqueur : 1998.